# Roman Salnykow
Roman Iwanowycz Salnykow, ukr. Роман Іванович Сальников (ur. 18 lutego 1976 w Charkowie, Ukraińska SRR) – ukraiński hokeista, reprezentant Ukrainy, olimpijczyk, trener.

## Kariera zawodnicza
- SzWSM Kijów (1995)
- Sokił Kijów (1995-1997)
- Nieftiechimik Niżniekamsk (1997-1999)
- HK Woroneż (1999-2000)
- Witiaź Podolsk (2000)
- Krylja Sowietow Moskwa (2000-2003)
- Barwinok Charków (2003)
- Amur Chabarowsk (2003-2004)
- Sokił Kijów (2004-2005)
- HK Kieramin Mińsk (2005-2008)
- Sokił Kijów (2008-2011)
- Berkut Kijów (2011-2013)
- Kompańjon Kijów (2013-2014)
- Wytiaź Charków (2014-2017)

Wychowanek Dynama Charków. W trakcie kariery występował w Superlidze rosyjskiej, lidze ukraińskiej, ekstralidze białoruskiej. Od 2014 i ponownie od lutego 2015 zawodnik Wytiazia Charków. Przedłużył kontrakt z klubem w sierpniu 2015.
W juniorskich kadrach Ukrainy grał na turniejach mistrzostw Europy do lat 18 w 1994, mistrzostw świata juniorów do lat 20 w 1995, 1996. W barwach seniorskiej Ukrainy uczestniczył w turniejach mistrzostw świata 1997 (Grupa C), 1998 (Grupa B), 1999 (Grupa A), 2001, 2002, 2003, 2004, 2005, 2006, 2007 (Elita) 2008, 2009, 2010 (Dywizja I) oraz zimowych igrzysk olimpijskich 2002.

## Kariera trenerska
W lipcu 2021 został ogłoszony trenerem w sztabie HK Kramatorsk.

## Sukcesy
Reprezentacyjne
- Awans do mistrzostw świata Grupy B: 1997
- Awans do mistrzostw świata Grupy A: 1998

Klubowe
- Srebrny medal Wschodnioeuropejskiej Ligi Hokejowej: 1997 z Sokiłem Kijów
- Złoty medal mistrzostw Ukrainy: 1997, 2005, 2009, 2010 z Sokiłem Kijów, 2014 z Kompańjonem Kijów
- Srebrny medal mistrzostw Ukrainy: 2003 z Barwinokiem Charków, 2011 z Sokiłem Kijów
- Czwarte miejsce ekstraligi białoruskiej: 2005 z Sokiłem Kijów
- Srebrny medal mistrzostw Białorusi: 2007 z Kieraminem Mińsk
- Złoty medal mistrzostw Białorusi: 2008 z Kieraminem Mińsk
- Puchar Białorusi: 2008 z Kieraminem Mińsk
- Brązowy medal mistrzostw Ukrainy: 2012 z Berkutem Kijów

Indywidualne
- Ukraińska Wyższa Liga 2007/2008:
  - Pierwsze miejsce w klasyfikacji strzelców: 26 goli
  - Pierwsze miejsce w klasyfikacji asystentów: 31 asyst
  - Pierwsze miejsce w klasyfikacji kanadyjskiej: 57 punktów
  - Najlepszy napastnik
- Profesionalna Chokejna Liha (2011/2012):
  - Drugie miejsce w klasyfikacji strzelców w sezonie zasadniczym: 22 gole[4]
  - Czwarte miejsce w klasyfikacji kanadyjskiej w sezonie zasadniczym: 50 punktów[5]
- Mistrzostwa Ukrainy w hokeju na lodzie (2013/2014):
  - Drugie miejsce w klasyfikacji strzelców w sezonie zasadniczym: 17 goli[6]
  - Pierwsze miejsce w klasyfikacji strzelców w fazie play-off: 3 gole[7]
  - Pierwsze miejsce w klasyfikacji asystentów w fazie play-off: 5 asyst[8]
  - Pierwsze miejsce w klasyfikacji kanadyjskiej w fazie play-off: 8 punktów[9]